# Gloster Gamecock
Gloster Gamecock var ett brittiskt dubbeldäckat jaktflygplan med fast landställ som utvecklats ur flygplanet Grebe Mk III. Den skiljde sig från Grebe huvudsakligen genom dess motor som var av typen Bristol Jupiter och som hade ersatt den otillförlitliga Armstrong Siddeley Jaguar-motorn. Övriga förändringar gällde skevroder, aerodynamik och flygkroppsmonterade kulsprutor. Flygplanets skelett var helt byggt av trä och täckt med duk.

## Användning i Finland
Den 23 mars 1927 erhöll Valtion lentokonetehdas sin första Gamecock som inköpts från Storbritannien. Den var av typen Mk.I, men hade Mk.II-typens vingkonstruktion. Den 30 april 1928 erhöll VL en licens för att tillverka Mk.II:or och ett flygplan inköptes för att användas som förebild (anlände den 5 december 1929). I jämförelse med Mk.I, hade den finskbyggda Mk.II:an en förlängd flygkropp, en stålbalkssektion i den övre vingen, annorlunda skevroder och ett större roder. VL tillverkade 15 Gamecockflygplan mellan den 29 oktober 1929 och den 15 maj 1930.
Flygplanet fungerade som främsta linjens jaktplan mellan 1927 och 1939 och som skolflygplan mellan 1939 och 1941. Gloster Gamecock togs helt ur finländsk tjänst den 22 juli 1944.
| Modell | Beteckning    | Antal |
| ------ | ------------- | ----- |
| Mk. I  | GA-38         | 1     |
| Mk. II | GA-43...GA-58 | 16    |

## Användare
- Finland
- Storbritannien